# 蔣啓廷
蔣啟廷，清朝政治人物。廣西全州人。
嘉慶十六年（1811年）辛未進士。道光十二年（1832年）攝湖北蒲圻縣（今屬湖北省赤壁市）知縣。